# Uhelný trh
Uhelný trh (deutsch: Kohlenmarkt) ist ein dreieckiger Platz im Süden der Prager Altstadt nahe der Straße Národní třída (Nationalstraße), die die Grenze zwischen Altstadt und Neustadt bildet. Im Mittelalter stand hier eine Schmiede mit einer Köhlerei und es wurde Holzkohle verkauft, so entstand der Name Uhelný trh. Im 19. Jahrhundert hat man dann hauptsächlich Blumen und Gemüse verkauft.
Uhelný trh behielt bis heute seinen altertümlichen Charakter. An der Südseite des Platzes hat sich eine Reihe von Bürgerhäusern mit mittelalterlichen Laubengängen erhalten. Von hier kann man durch den großzügigen Innenhof von Palais Platýz zu Národní třída gelangen. Eine Dominante des Platzes ist der sogenannte Wimmer-Brunnen mit Allegorien der Landwirtschaft und des Weinbaus. Am Haus Zu Den drei goldenen Löwen erinnert eine Gedenktafel an den Aufenthalt von Wolfgang Amadeus Mozart.
In den Platz münden sechs Straßen, darunter die Michalská (Michaelsgasse) mit mehreren kleineren Adelspalais und Patrizierhäusern und die Havelská (Gallusgasse) mit dem täglich stattfindenden Straßenmarkt.

## Geschichte

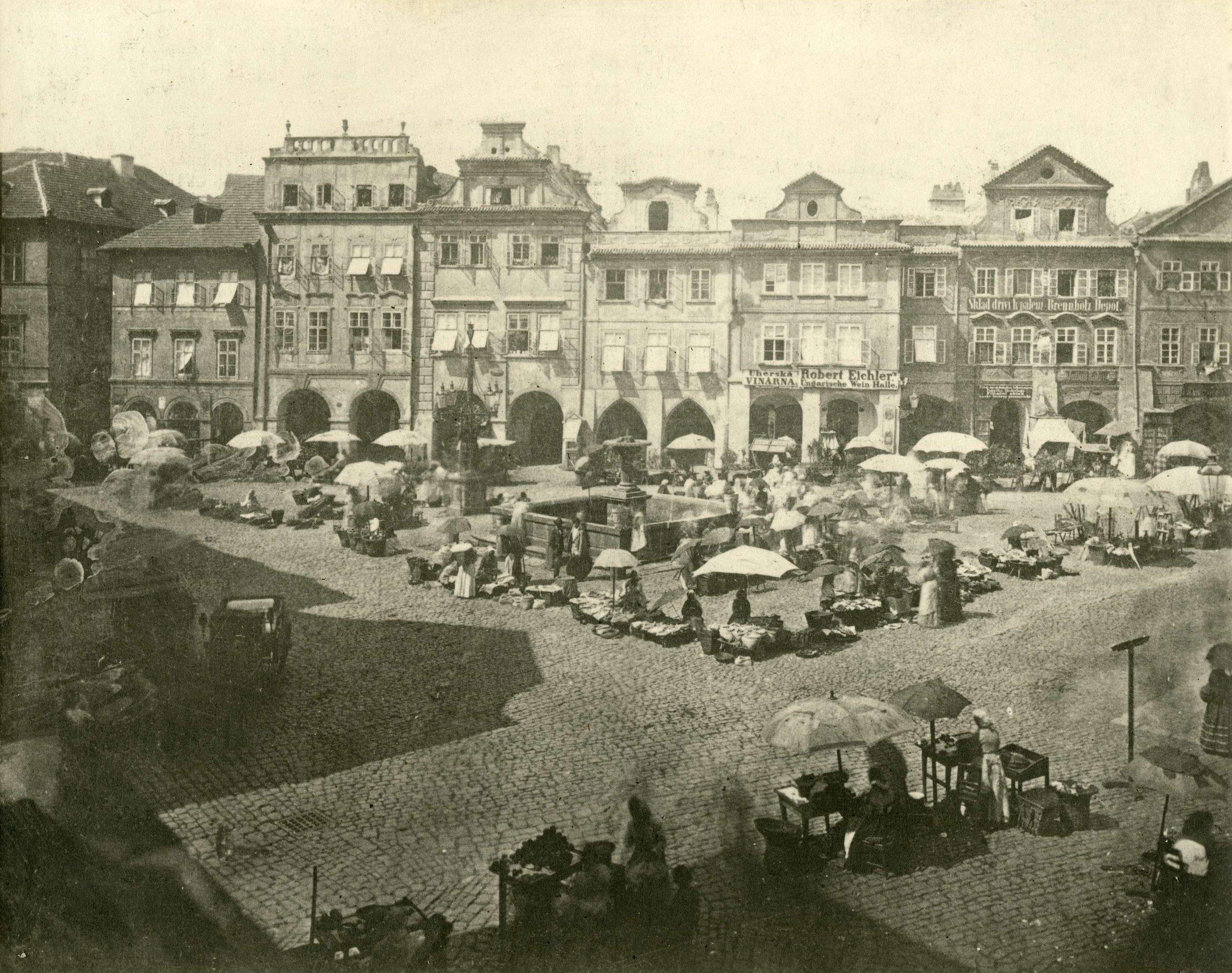
Westseite von Kohlenmarkt, um 1870

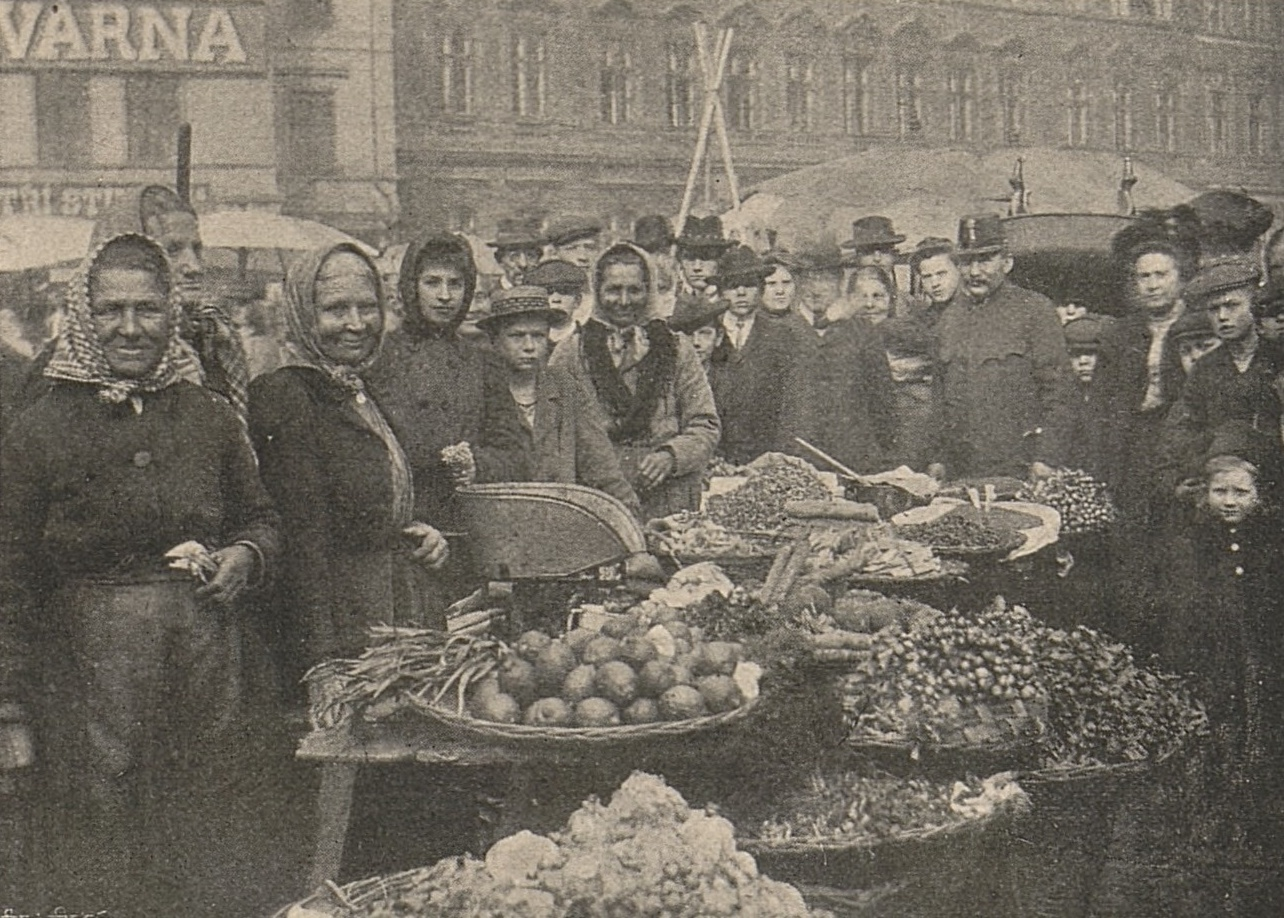
Verkaufsstände am Kohlenmarkt, 1906

Uhelný trh erhielt seinen Namen Mitte des 14. Jahrhunderts, als der Verkauf von Holzkohle hierher verlegt wurde. Bis zum Jahr 1807 stand mitten auf dem Platz eine Schmiede mit einer Köhlerei. Nach einer Legende soll an diese Stelle auch das älteste Haus der Prager Altstadt gestanden haben. Neben der eigenen Kohle verkaufte man hier auch Kohle von Meilern auf dem Land. Den Verkauf überwachte ein Marktverwalter, man nannte ihn auch den Kohlen-Schultheiß (uhelný rychtář). Neben privaten Haushalten kauften die Kohle auch Handwerker wie Schmiede, Glockengießer oder Schlosser. Erst Anfang des 19. Jahrhunderts nahm der Verkauf von Holzkohle ab, sie wurde nach und nach durch Steinkohle ersetzt.
Später verkaufte man hier hauptsächlich Blumen, Gemüse und Haushaltswaren. Den Marktplatz nannte man deshalb auch Zelený trh (Grüner Markt) oder Zelný trh (Kohlmarkt). Großer Beliebtheit erfreuten sich im 19. Jahrhundert auch die Straßenküchen, in denen man preiswertes Essen kaufen konnte. Die Schmiede wurde im Jahr 1807 abgerissen, an ihrer Stelle errichtete man in den 1830er Jahren einen großen quadratischen Brunnen. Dieser wurde dann im Jahr 1951 durch den neoklassizistischen Wimmer-Brunnen ersetzt.
Uhelný trh bildete ursprünglich das westliche Ende eines großen langgezogenen Marktplatzes, den König Wenzel I. in den 1230er Jahren als Erweiterung der damaligen Altstadt gründete. Dieser St.-Gallus-Markt (Svatohavelské tržiště), benannt nach der St.-Gallus-Kirche (Kostel sv. Havla), erstreckte sich von der Straße Celetná bis zu Skořepka.
Seit dem Jahr 1888 befinden sich auf dem Kohlenmarkt öffentliche Toiletten. Sie sind wahrscheinlich die ersten, die man in Prag installierte. Das ursprüngliche hölzerne Toilettengebäude wurde 1925 durch die heutigen unterirdischen Toiletten ersetzt. Sie wurden 2016 umfangreich saniert.

## Wimmer-Brunnen

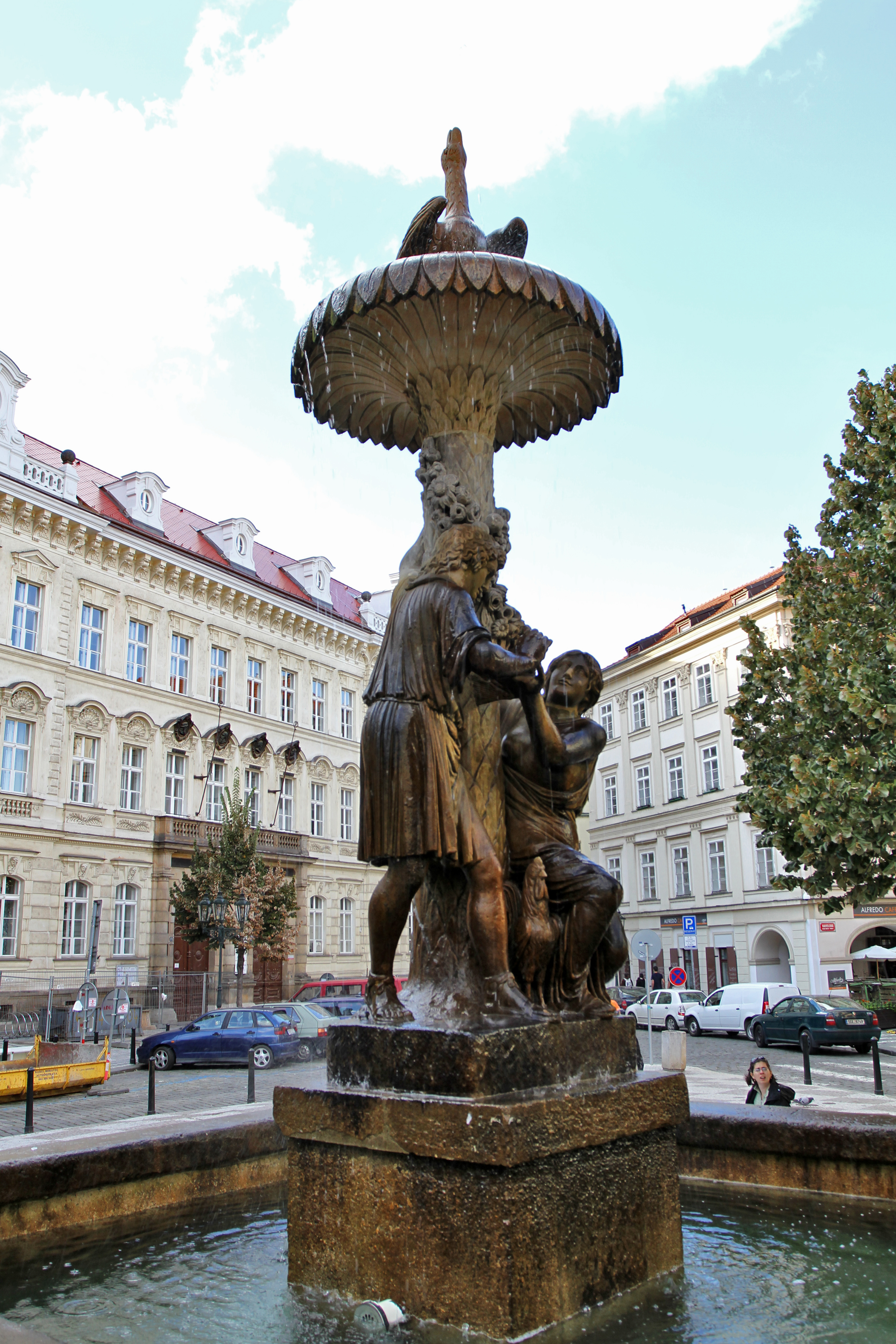
Wimmer-Brunnen

Eine Dominante des Kohlenmarktes ist der neoklassizistische Wimmer-Brunnen mit Allegorien der Landwirtschaft und des Weinbaus, die der Prager Bildhauer František Xaver Lederer (1758–1811) im Jahr 1797 schuf. Der Brunnen aus grauem Sandstein mit einem etwa 3 × 3 Meter großen Becken ist nach dem Prager Geschäftsmann Jakub Wimmer (1754–1822) benannt. Er ließ ihn ursprünglich vor seinem Palast auf der Národní třída errichten. Nach mehreren Platzwechseln wurde der Brunnen im Jahr 1951 schließlich auf dem Kohlenmarkt anstelle eines älteren Brunnens installiert. Im Jahr 1974 haben Vandalen den Brunnen schwer beschädigt und die Skulptur in der Mitte des Brunnens musste teilweise durch Repliken ersetzt werden.
Die Skulptur zeigt einen Jungen, der einem sitzenden Mädchen eine Weintraube reicht. Um die mittlere Säule winden sich Weinreben, an der Spitze steht ein Schwan, aus dessen aufrechtem Schnabel Wasser sprudelt.
Zwischen den Jahren 1989 und 1998 wurde der Brunnen vollständig abgebaut und vorübergehend entfernt, um Platz für den Bau eines unterirdischen Versorgungstunnels unter dem Kohlenmarkt zu schaffen. Nach Fertigstellung des Tunnels wurde der Brunnen wieder an seinen ursprünglichen Ort gebracht.

## Bedeutende Gebäude

### Haus Bei Cibulka

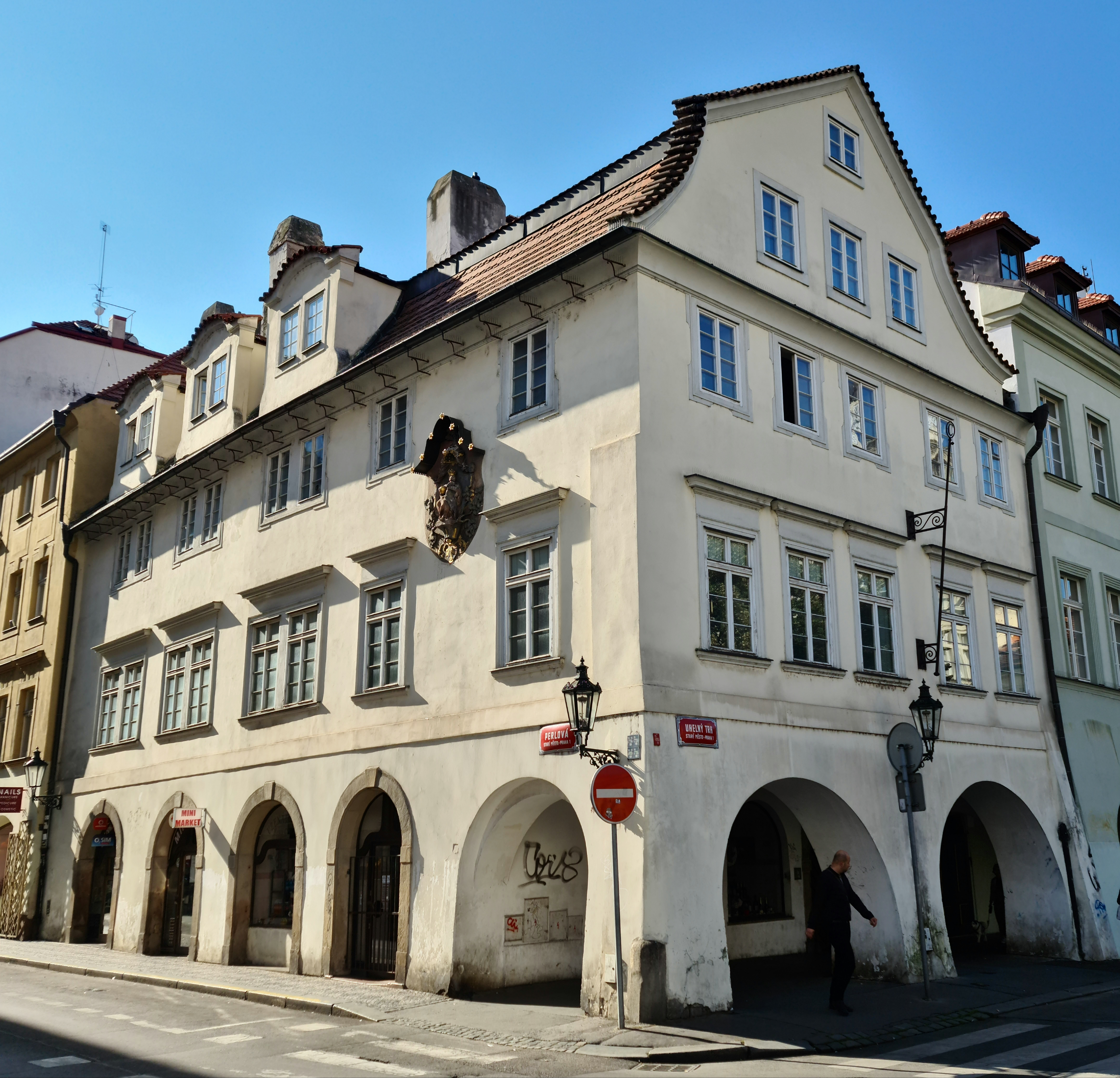
U Cibulků, Nr. 413/8

An der Ecke von Uhelní trh und der Straße Perlová steht das zweistöckige Haus Bei Cibulka (Dům U Cibulků), Nr. 413/8. Es wurde erstmals im Jahr 1351 erwähnt, ist ursprünglich gotisch und wurde an der Stelle eines älteren Gebäudes erbaut. Kleine Handwerker wechselten sich als Eigentümer des Hauses ab. Um 1665 wurde es, wahrscheinlich nach Plänen des Architekten Martin Lurago, radikal umgebaut und um eine Etage aufgestockt. Im 19. Jahrhundert folgten Umgestaltungen im klassizistischen Stil. Die Nordfassade schmückt ein Stuckrelief der thronenden Madonna mit Jesuskind aus dem 18. Jahrhundert.

### Haus Zu Den zwei Katzen

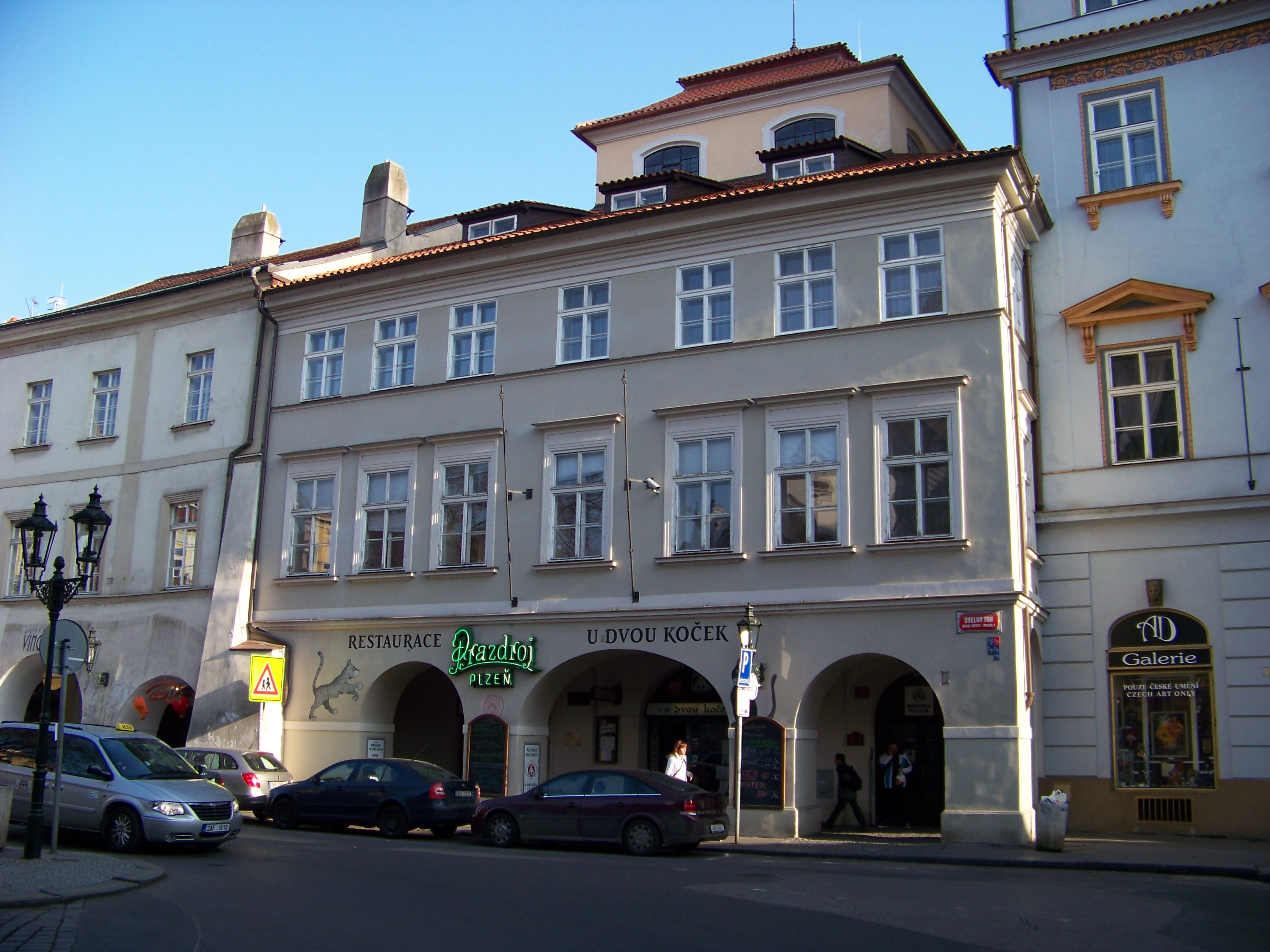
U Dvou koček, Nr. 415/10

Das zweistöckige Haus Zu Den zwei Katzen (Dům U Dvou koček) Nr. 415/10, auch U Trnků (Bei Trnka) oder Malý Platýz (Der kleine Platýz) genannt, steht auf der Südseite des Platzes direkt neben dem Palais Platýz. Es wurde ursprünglich im gotischen Stil erbaut und im Laufe seiner Geschichte mehrmals umgestaltet. Die heutige klassizistische Form bekam es durch einen Umbau zwischen den Jahren 1826 und 1837. Weitere Umgestaltung folgte nach Plänen des Architekten František Krásný im Jahr 1940. Über dem Dach mit drei Dachgauben ragt in der Mitte ein Pavillon mit Fenstern. Der Laubengang verbindet das Haus mit den Nachbarhäusern 414/9 und 413/8.

### Palais Platýz

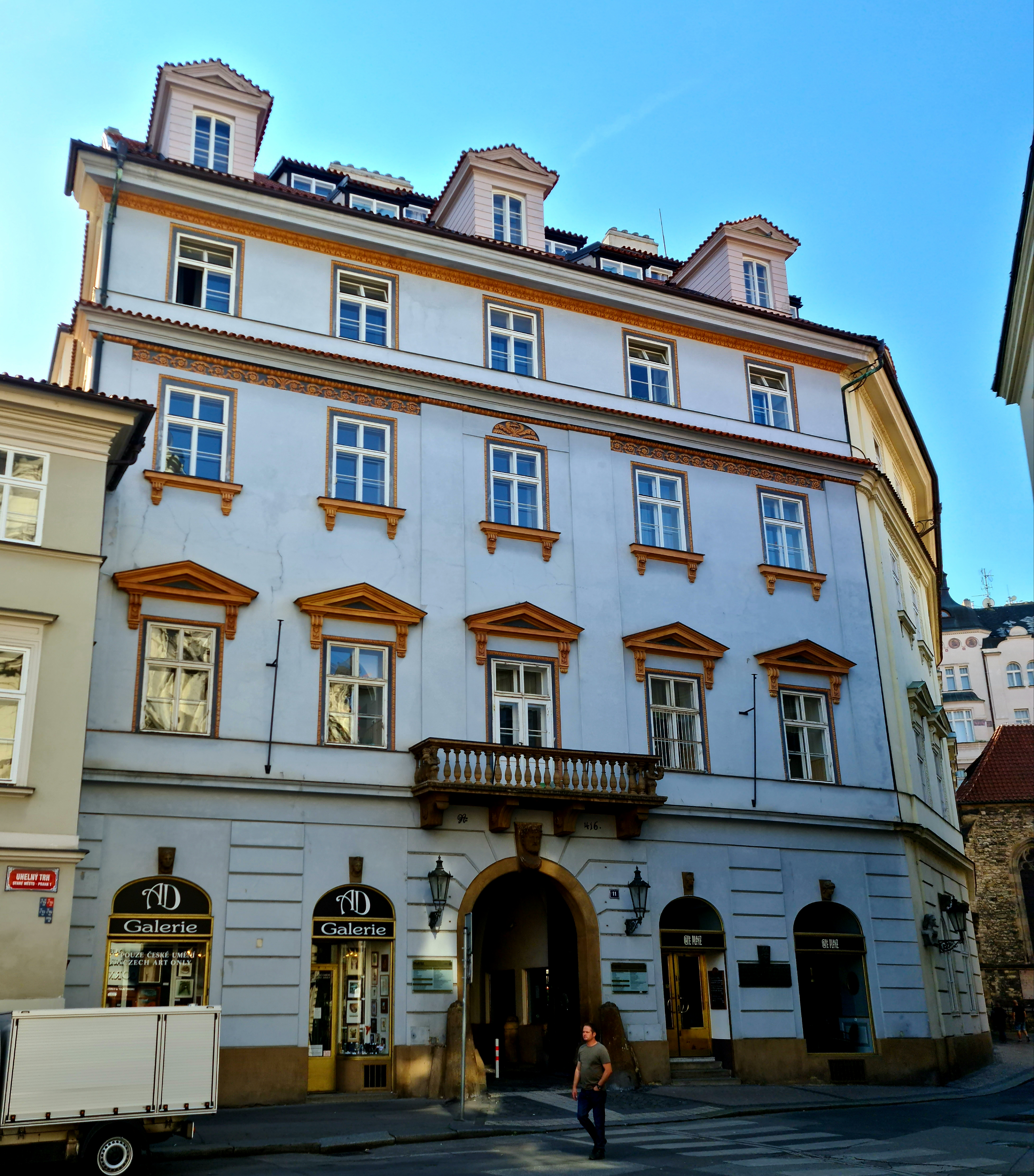
Palais Platýz

Das Palais Platýz ist ein großer vierflügeliger Gebäudekomplex mit einem Innenhof an der Národní třída Nr. 416/37, seine Rückseite zeigt zum Uhelný trh. Nach einem Bericht des Chronisten Václav Hájek z Libočan stand an dieser Stelle schon zur Zeit Karls IV. ein Palast, gebaut an der ehemaligen Stadtmauer. Im Jahr 1586 kaufte ihn der kaiserliche Hofrat Jan Plateys aus Plattenstein und ließ die Hauptfassade zum Uhelný trh im Renaissancestil umgestalten. Seinen Namen trägt der Palast bis heute. Spätere Besitzer aus dem Geschlecht der Grafen von Sternberg veranlassten weitere Umbauten im Barockstil und schufen einen Durchgang zur Národní třída. Im 18. Jahrhundert befanden sich hier eine berühmte Fechtschule und ein Postamt und es fanden Bälle und Konzerte statt. Im Jahr 1797 kaufte es Jakub Wimmer. Er ließ vor dem Palast auf der Národní třída einen Brunnen errichten. Dieser Wimmer-Brunnen steht heute auf dem Kohlenmarkt.
Im Jahr 1813 erwarb der wohlhabende Ritter František Daubek das Palais Platýz und ließ es zu einem der größten und profitabelsten Mietshäuser von Prag umbauen. (František Ruth schreibt in seiner Prager Chronik, das Palais Platýz sei dafür berühmt gewesen, dass es von allen Prager Mietshäusern seinen Besitzern den größten Gewinn einbrachte.) Nach Plänen des Architekten Heinrich Hausknecht entstand ein großer vierflügeliger Gebäudekomplex um einen rechteckigen Innenhof. Die im Empirestil gestaltete Hauptfassade war jetzt zur Národní třída gerichtet. Der Umbau wurde 1847 vollendet. Das Palais Platýz war im 19. Jahrhundert ein Zentrum des gesellschaftlichen und musikalischen Lebens, im großen Saal trat z. B. das Prager Konservatorium auf. In den 1840er Jahren konzertierte hier Franz Liszt. An ihn erinnert eine Büste an der Ecke zur Straße Martinská mit der Aufschrift: „F. Liszt – V letech 1840/1846 zněl tento dům jeho hrou“ („F. Liszt – In den Jahren 1840/1846 erklang dieses Haus mit seinem Spiel“).
Heute wird das Gebäude als Wohn- und Geschäftshaus genutzt. Im Innenhof haben sich im Erdgeschoss kleinere Geschäfte, Cafés, Restaurants und Kunstgalerien angesiedelt.

### Haus Zu Den drei goldenen Löwen

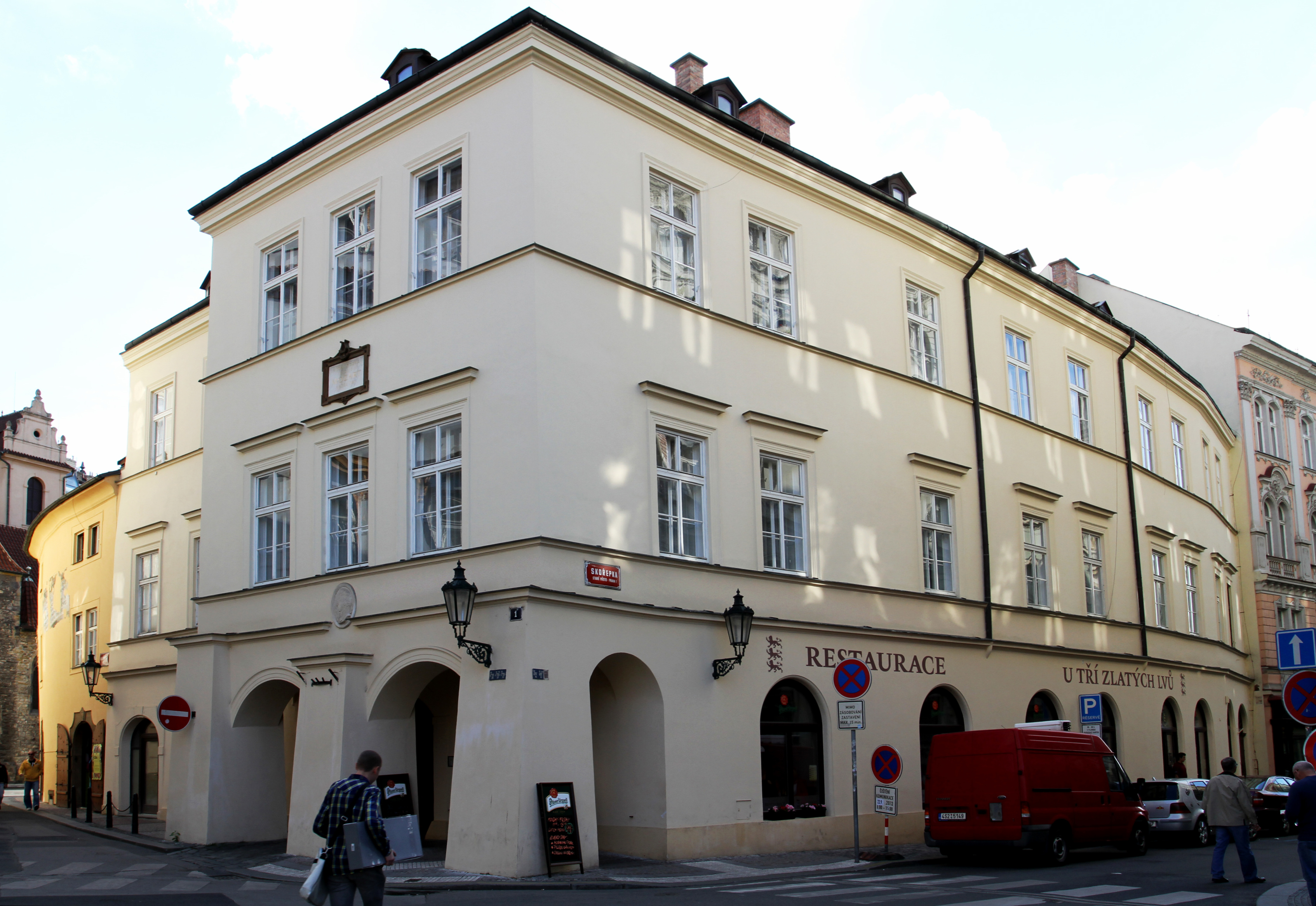
U Tří zlatých lvů, Nr. 420/1

Das zweistöckige Haus Zu Den drei goldenen Löwen (Dům U Tří zlatých lvů) Nr. 420/1 steht an der Ecke von Uhelní trh und der Straße Skořepka. Es entstand durch eine Zusammenführung von zwei mittelalterlichen Häusern, die nach dem Brand von 1678 vergrößert wurden. Die heutige Gestalt bekam es durch eine Rekonstruktion im Jahr 1852, die Antonín Hellmich zugeschrieben wird.
In diesem Gasthaus wohnte im Herbst 1787 Wolfgang Amadeus Mozart. Er besuchte Prag anlässlich der Uraufführung seiner Oper Don Giovanni im Ständetheater und vollendete sein Werk teilweise in diesem Haus. Es wird berichtet, dass er mit dem Librettisten Lorenzo da Ponte, der auf der anderen Straßenseite wohnte, durch ein offenes Fenster gearbeitet hat. An Mozarts Aufenthalt erinnert ein Porträtrelief über dem Erdgeschoss und eine Gedenktafel über dem ersten Stockwerk. Die Tafel trägt die Aufschrift „V tomto domě bydlel Mozart v roce 1787“ („In diesem Haus wohnte Mozart im Jahr 1787“).

### Haus Zu Den drei Stufen

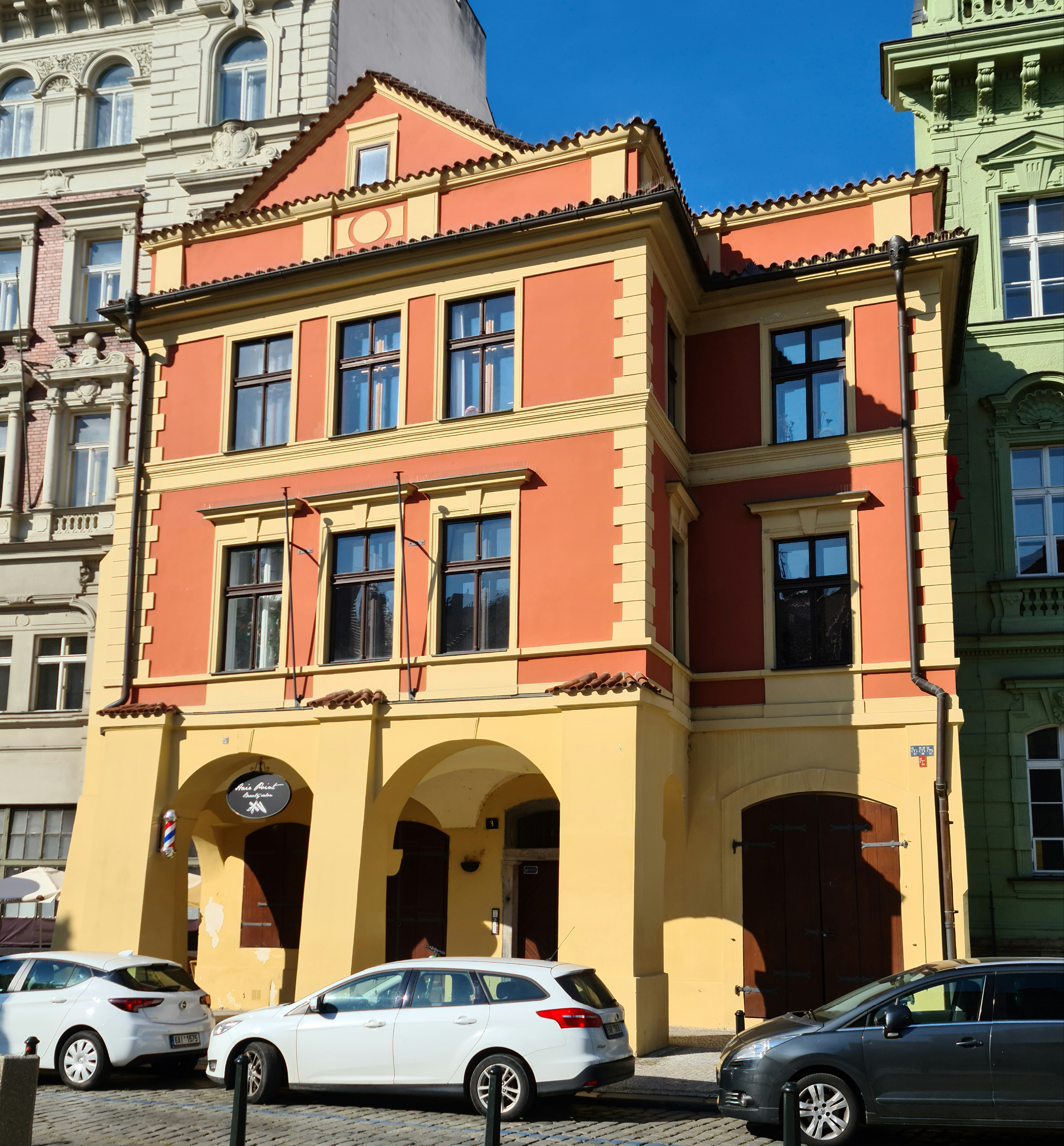
U Tří stupňů, Nr. 424/3

Das Haus Zu Den drei Stufen (Dům U Tří stupňů, U Tří schůdků) Nr. 424/3 steht auf der Westseite des Platzes. Es hat einen gotischen Kern und wurde im Laufe seiner Geschichte mehrmals in den jeweils vorherrschenden Baustilen umgestaltet. Die Nordwand entstand im Jahr 1881 nach dem Abriss benachbarter Gebäude. Die heutige Fassade stammt aus dem Jahr 1890. Das Haus ragt mit seinem Laubengang in den Platz hinein.
Es ist das einzige Gebäude mit Laubengang, das sich an der Westseite des Platzes erhalten hat. Die Nachbarhäuser wurden im Rahmen der radikalen Modernisierung der Stadt an der Wende des 19. und 20. Jahrhunderts (genannt pražská asanace) abgerissen und durch neuere Häuser ersetzt.

### Grundschule

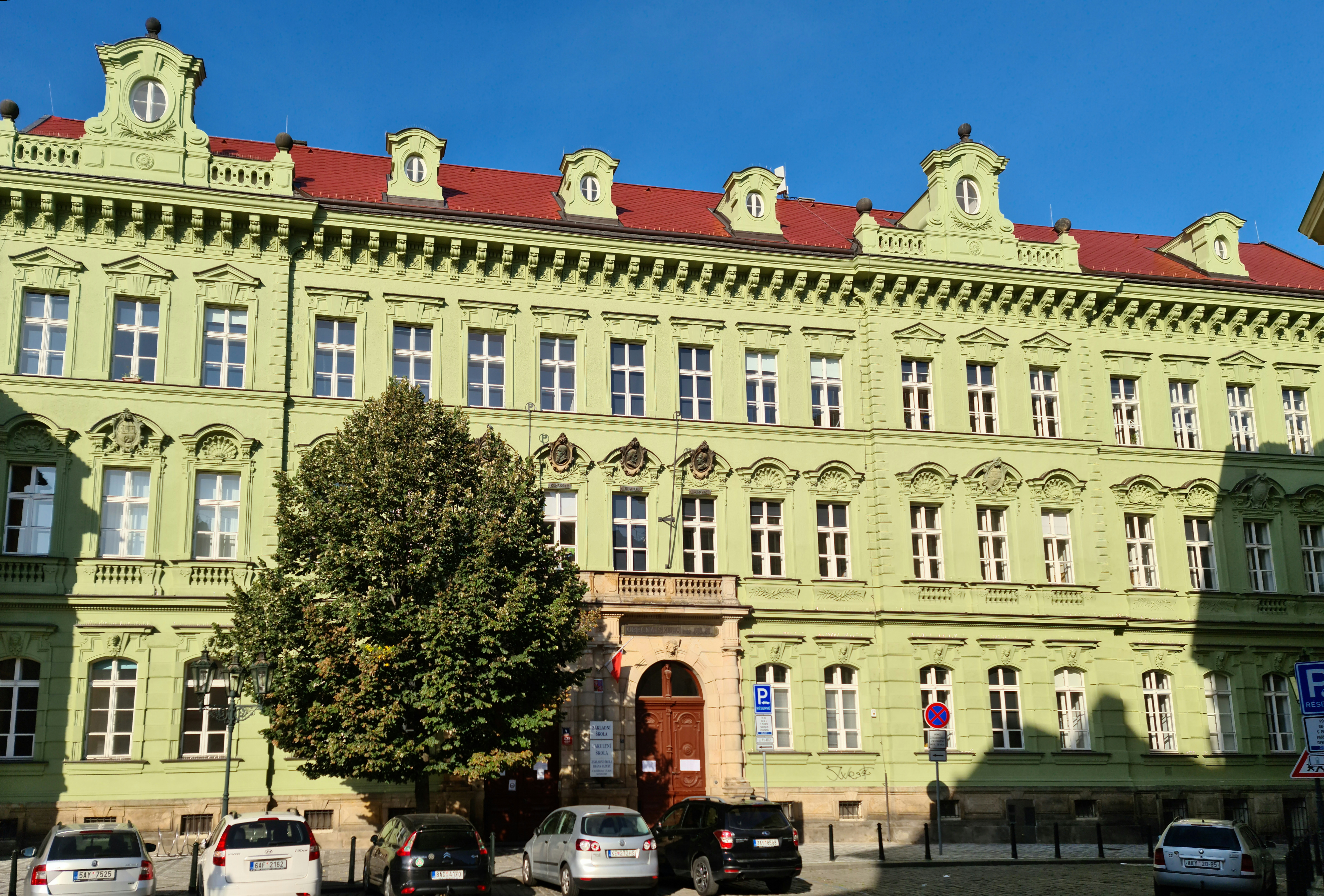
Grundschule, Nr. 425/4

Das Schulgebäude im Stil der Neorenaissance, Haus Nr. 425/4 an der Westseite des Platzes, liegt zur Hälfte an der Straße Michalská. Es wurde Ende des 19. Jahrhunderts gebaut. Im Haus ist die Grundschule Sprachenpforte (Základní škola Brána jazyků) untergebracht. Sie ist nach dem berühmten Lateinlehrbuch Janua linguarum reserata (Geöffnete Sprachenpforte) von Johann Amos Comenius benannt. Außerdem hat hier der Gesangverein Prager Lehrerinnen (Pěvecké sdružení pražských učitelek) seine Räume.
Als am 15. März 1939 die deutsche Wehrmacht in die Tschechoslowakei einrückte, besetzten Mitglieder der tschechischen faschistischen Kleinpartei Národní obec fašistická (Nationale Faschistische Gemeinde) das Schulgebäude und versammelten hier ihre Anhänger. Sie planten parallel zu den deutschen Besatzern, wichtige öffentliche Gebäude im Zentrum von Prag zu besetzen. Im Hintergrund der Aktion stand vermutlich Radola Gajda. Die deutschen Besatzer lehnten die Aktion ab. Auf Befehl von General Johannes Blaskowitz, dem Oberbefehlshaber der deutschen Truppen im Protektorat Böhmen und Mähren, wurde die Aktion nach drei Tagen beendet.